# Tachyagetes
Tachyagetes — род дорожных ос (Pompilidae).

## Распространение
Палеарктика. В Европе более 20 видов.

## Описание
Охотятся и откладывают яйца на пауков. Характерны для пустынных и степных регионов Ближнего Востока и Средней Азии.. Личинки эктопаразитоиды пауков. Основание усиков расположено ближе к наличнику, чем к глазку. Коготки равномерно изогнутые. Вершина средней и задней голеней помимо шпор несёт шипы разной длины. Верх задних бедер с несколькими предвершинными короткими прижатыми шипиками.

## Классификация
- Tachyagetes aegyptiacus Priesner, 1955
- Tachyagetes aemulans (Haupt, 1928)
- Tachyagetes aeratus Priesner, 1955
- Tachyagetes affinis Wolf, 1987
- Tachyagetes alicantus Wolf, 1987
- Tachyagetes argentatus Haupt, 1930
- Tachyagetes canariensis Wolf, 1975
- Tachyagetes cinerascens (Saunders, 1901)
- Tachyagetes dudichi Mócsar, 1944
- Tachyagetes filicornis (Tournier, 1890)
- Tachyagetes furvescens Wahis, 1970
- Tachyagetes grandis (Tournier, 1889)
- Tachyagetes hispanicus Wolf, 1987
- Tachyagetes iberomaculatus Wolf, 1975
- Tachyagetes immaculatus Wolf, 1975
- Tachyagetes kusdasi Priesner, 1965
- Tachyagetes lanuginosus Wolf, 1988
- Tachyagetes lanzarotus Wolf, 1993
- Tachyagetes leucocnemis Haupt, 1930
- Tachyagetes maculatus Nouvel & Ribaut, 1959
- Tachyagetes maspalomus Wolf, 1978
- Tachyagetes navalperalus Wolf, 1987
- Tachyagetes provencalis Wolf, 1986
- Tachyagetes tenerifensis Wolf, 1975